# Oficerska Szkoła Artylerii

Odznaka absolwencka OSA

Oficerska Szkoła Artylerii (OSA) – szkoła ludowego Wojska Polskiego kształcąca kandydatów na oficerów artylerii, a od lat 60. XX wieku także wojsk rakietowych.
Szkoła znajdowała się przy ul. Jana Sobieskiego 36.

## Historia
Rozkazem dowódcy 1 Armii Wojska Polskiego nr 00130 z 5 lipca 1944 - utworzono 1 Szkołę Podchorążych Artylerii (SPA-1). Jej zalążek stanowiła kadra i podchorążowie dywizjonu szkolnego artylerii z Centralnej Szkoły Podchorążych w Riazaniu. Szkołę zlokalizowano w Chełmie, gdzie 15 października 1944 odbyła się promocja jej absolwentów. Rozkazem nr 131 Naczelnego Dowódcy WP z 2 grudnia 1944 1 Szkołę Podchorążych Artylerii przemianowano na Oficerską Szkołę Artylerii nr 1 (OSA-1). W sumie SPA-1 i OSA-1 wykształciły 1500 oficerów.
Na podstawie rozkazu Naczelnego Dowódcy WP nr 58/Org. z 15 marca oraz nr 69/Org. z 30 marca 1945 utworzono w Toruniu Oficerską Szkołę Artylerii nr 2 (OSA-2). Do jej sformowania wykorzystano część kadry i podchorążych z OSA-1 w Chełmie. Inauguracja roku szkolnego w OSA-2 odbyła się 1 września 1945. Jesienią 1945 OSA-1 przeniesiono z Chełma do Olsztyna, gdzie funkcjonowała do wiosny 1946. Na podstawie rozkazu Naczelnego Dowódcy WP z 18 stycznia 1946 została ona rozwiązana, a część kadry i podchorążych włączono w skład OSA nr 2 w Toruniu, którą przemianowano na Oficerską Szkołę Artylerii. 
12 października 1954 Oficerskiej Szkole Artylerii w Toruniu nadano imię gen. Józefa Bema. Rozwój artylerii WP, a szczególnie wprowadzenie na jej uzbrojenie broni rakietowej, spowodował zmiany w profilu kształcenia podchorążych OSA. W ich wyniku Minister Obrony Narodowej rozkazem nr 44/MON z 21 lipca 1965 przemianował szkołę z dniem 30 sierpnia 1965 na Oficerską Szkołę Wojsk Rakietowych i Artylerii.

## Wykładowcy
- Bolesław Chamielec